# Ganglio dorsale
In anatomia e neurologia il ganglio dorsale (o ganglio spinale) è un nodulo che contiene corpi cellulari di tipo nervoso sensoriale, presente a livello delle radici dorsali (afferenti).
I neuroni dei gangli sono generalmente unipolari (un solo assone) ma funzionalmente bipolari (un dendrite ed un assone) dato che l'assone presente può trasmettere sia in modo centrifugo che centripeto: ecco perché vengono definiti neuroni pseudounipolari.